# Шёфлисдорф
Шёфлисдорф (нем. Schöfflisdorf) — коммуна в Швейцарии, в кантоне Цюрих. 

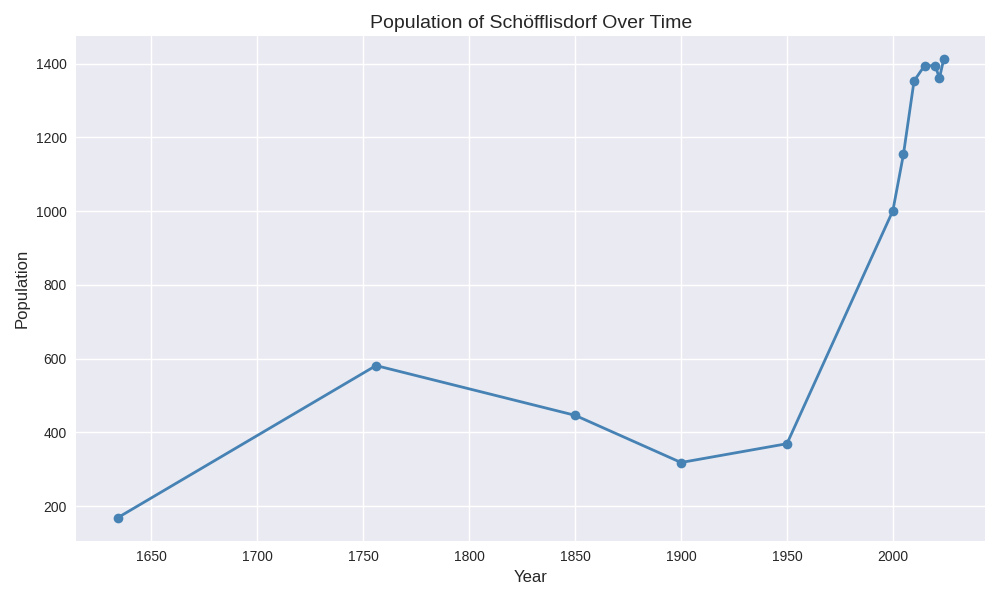
Шёфлисдорф

Входит в состав округа Дильсдорф. Население составляет 1189 человек (на 31 декабря 2007 года). Официальный код — 0099.